# Handcream for a Generation
Handcream for a Generation è il quarto album in studio del gruppo musicale britannico Cornershop, pubblicato nel 2002.

## Tracce
1. Heavy Soup - 3:21
2. Staging the Plaguing of the Raised Platform - 4:35
3. Music Plus 1 - 4:46
4. Lessons Learned from Rocky I to Rocky III - 4:24
5. Wogs Will Walk - 4:54
6. Motion the 11 - 5:46
7. People Power - 3:54
8. Sounds Super Recordings - 1:30
9. The London Radar - 4:07
10. Spectral Mornings - 14:24
11. Slip the Drummer One - 3:42
12. Heavy Soup (outro) - 2:13
13. Straight Aces (Bonus Track) - 3:16